# Agrippa (cratera)
Agrippa é uma cratera que se localiza na beira sudeste do Mare Vaporum. Está localizada ao norte da cratera Godin, e a cratera irregular Tempel se localiza exatamente ao leste. Ao norte e nordeste, a rima designada Rima Ariadaeus segue um curso leste-sudeste, atingindo a borda oeste do Mare Tranquillitatis. É assim chamada em homenagem ao astrônomo grego do século I Agrippa.
A borda de Agrippa tem um formato não usual, assemelhando-se à forma de um escudo, com uma borda sul arredondada e uma metade norte mais angular. O interior é algo irregular, com uma elevação central no ponto-médio. Agrippa tem 46 km de diâmetro e 3,1 km de profundidade. A cratera é do período Eratosteniano, o qual durou de 3,2 a 1,1 bilhão de anos atrás.

## Crateras-Satélite
Por  convenção essas formações são identificadas em mapas lunares por posicionamento da letra no local do ponto médio da cratera que é mais próximo de Agrippa.
| Agrippa | Latitude | Longitude | Diâmetro |
| ------- | -------- | --------- | -------- |
| B       | 6.2° N   | 9.4° E    | 4 km     |
| D       | 3.8° N   | 6.7° E    | 20 km    |
| E       | 5.2° N   | 8.5° E    | 5 km     |
| F       | 4.4° N   | 11.4° E   | 6 km     |
| G       | 3.9° N   | 6.2° E    | 13 km    |
| H       | 4.8° N   | 10.7° E   | 6 km     |
| S       | 5.3° N   | 8.9° E    | 32 km    |

### Obras em língua portuguesa
- Freitas Mourão, Ronaldo Rogério de (2008). Dicionário Enciclopédico de Astronomia e Astronáutica. Lexicon. ISBN 9788586368356

### Obras em língua inglesa
- Andersson, L. E.; Whitaker, E. A., (1982). NASA Catalogue of Lunar Nomenclature. [S.l.]: NASA RP-1097
- Blue, Jennifer (25 de julho de 2007). «Gazetteer of Planetary Nomenclature». USGS. Consultado em 5 de agosto de 2007
- B. Bussey; P. Spudis (2004). The Clementine Atlas of the Moon. New York: Cambridge University Press. ISBN 0-521-81528-2
- Cocks, Elijah E.; Cocks, Josiah C. (1995). Who's Who on the Moon: A Biographical Dictionary of Lunar Nomenclature. [S.l.]: Tudor Publishers. ISBN 0-936389-27-3
- McDowell, Jonathan (15 de julho de 2007). Lunar Nomenclature (Relatório). Jonathan's Space Report. Consultado em 24 de outubro de 2007
- Menzel, D. H.; Minnaert, M.; Levin, B.; Dollfus, A.; Bell, B. (1971). «Report on Lunar Nomenclature by The Working Group of Commission 17 of the IAU». Space Science Reviews. 12. 136 páginas
- Moore, Patrick (2001). On the Moon. [S.l.]: Sterling Publishing Co. ISBN 0-304-35469-4
- Price, Fred W. (1988). The Moon Observer's Handbook. [S.l.]: Cambridge University Press. ISBN 0521335000
- Rükl, Antonín (1990). Atlas of the Moon. [S.l.]: Kalmbach Books. ISBN 0-913135-17-8
- Webb, Rev. T. W. (1962). Celestial Objects for Common Telescopes 6th revision ed. [S.l.]: Dover. ISBN 0-486-20917-2
- Whitaker, Ewen A. (1999). Mapping and Naming the Moon. [S.l.]: Cambridge University Press. ISBN 0-521-62248-4
- Wlasuk, Peter T. (2000). Observing the Moon. [S.l.]: Springer. ISBN 1852331933